# Tetraetilamonijum
Tetraetilamonijum (TEA) kvaternarni amonijum katjon je koji sadrži četiri etil grupe vezane za centralni atom azota, i pozitivno je naelektrisan. On se javlja zajedno sa protivjonom, i najčešće se nalazi u obliku jednostavnih soli kao što su tetraetilamonijum hlorid, tetraetilamonijum bromid, tetraetilamonijum jodid i tetraetilamonijum hidroksid. Tetraetilamonijum soli se koriste u hemijskoj sintezi, kratkotrajno su nalazile kliničke primene, i široko su korištene u farmakološkim istraživanjima. Identitet protiv anjona obično nema uticaja na hemijsko ili biološko dejstvo.